# Статички RAM
Статички RAM (енгл. static RAM (static random-access memory — „статичка меморија са случајним приступом“)) или скраћено SRAM, врста је полупроводничке меморије.

## Карактеристике
Статички RAM је реализован помоћу флип флопова. Основна меморијска ћелија је флип флоп, који представља један бит.
Статички RAM омогућава вишеструко учитавање, међутим садржај се брише одмах после искључивања напајања. Овај проблем се углавном решава тако што се уграђује батеријско напајање, у случају да током рада изненада нестане напон са електричне мреже.
Статичке RAM меморије заузимају већи простор од динамичог RAM-а и имају много већу цену, али их одликује велика брзина рада, такође грешке у раду код статичких меморија су знатно ређе него код динамичких меморија.

## Техника израде
- Биполарни статички RAM, углавном израђен у ECL техници или TTL техници. Предност биполарног статичког RAM-а, је велика брзина рада, а главни недостатак је велика потрошња електричне енергије, као и висока цена.
- CMOS статички RAM, меморијске ћелије су флип флопови изведени у CMOS техници, принцип рада је исти као код биполарних меморија, међутим разликују се карактеристике које су условљене техником израде. Предност CMOS RAM-а је мала потрошња енергије, и јефтина цена, међутим одликује га мања брзина у односу на биполарни статички RAM.

## Употреба
Статички RAM се употребљава за меморије мањег капацитета, попут кеш меморије на процесору, која се данас искључиво израђује од статичког RAM-а.